# SC Köthen 09
SC Köthen 09 was een Duitse voetbalclub uit Köthen, Saksen-Anhalt. Tot 1927 werd de naam van de stad met een C geschreven.

## Geschiedenis
De club werd opgericht in 1909 als SC Cöthen 09 en was aangesloten bij de Midden-Duitse voetbalbond. De club speelde in de competitie van Anhalt, die gedomineerd werd door stadsrivaal Cöthener FC 02. In 1912 sloot de club zich aan bij turnclub TC Cöthen en speelde als Spielabteilung 1909 im TC Cöthen. 
Na 1919 werd de Anhaltse competitie de tweede klasse van de Kreisliga Elbe. De club speelde terug onder de oude naam. Na het seizoen 1923 werd de Anhaltse competitie als Gauliga Anhalt terug opgewaardeerd als hoogste klasse. In 1925 werden ze vicekampioen en twee jaar later konden ze voor het eerst de titel binnen halen. De club kon zo deelnemen aan de Midden-Duitse eindronde, waar ze meteen verloren van SC Erfurt 1895. In 1928 konden ze hun titel verlengen, maar in de eindronde verloren ze opnieuw, nu van VfL 1911 Bitterfeld. Hierna werden de resultaten elk jaar een stukje minder tot een degradatie volgde in 1931/32? 
In 1933 werd de competitie geherstructureerd. De Midden-Duitse bond werd ontbonden en de vele competities werden vervangen door de Gauliga Mitte en Gauliga Sachsen. De clubs uit Anhalt werden te licht bevonden voor de Gauliga Mitte en voor de Bezirksklasse Magdeburg-Anhalt plaatsten zich slechts vier clubs. Aangezien de club al in de tweede klasse speelde is het niet bekend of zij zich kwalificeerden voor de 1. Kreisklasse Anhalt (derde niveau). In ieder geval kon de club later niet meer promoveren naar de Bezirksklasse en werden ze ook geen kampioen meer van de Kreisklasse.  
Na de Tweede Wereldoorlog werden alle Duitse voetbalclubs ontbonden. SC Köthen werd niet meer heropgericht.

## Erelijst
Kampioen Anhalt 
1927, 1928